# Jerry Tollbring
Jerry Tollbring, född 13 september 1995 i Rimbo, är en svensk handbollsspelare (vänstersexa).

## Handbollskarriär
Jerry Tollbring inledde karriären i Rimbo HK, från hemorten Rimbo i Norrtälje kommun. Han debuterade som 15-åring i seniorlaget, och spelade då med sina två bröder Jeff och Ken Tollbring, som spelade som niometersspelare medan Jerry Tollbring var vänstersexa. Laget tränades av fadern Dick Tollbring. Efter Rimbo HK:s första säsong i högsta ligan, elitserien 2013/2014, värvades Tollbring till det storsatsande laget IFK Kristianstad. Första säsongen 2014/2015 slutade med SM-guld, IFK Kristianstads första sedan 1953, och de två följande med ytterligare två SM-guld.
I oktober 2016 blev det klart att Tollbring skrev kontrakt med det tyska storlaget Rhein-Neckar Löwen i Bundesliga. Kontraktet började gälla från säsongen 2017/2018.
I samband med VM 2017 i Frankrike fick han sitt stora internationella genombrott, och belönades genom att bli uttagen i VM:s All star-lag som vänstersexa. I januari 2018 var han med och vann EM-silver i Kroatien, efter finalförlust mot Spanien.
I maj 2021 meddelades att Tollbring väljer att avsluta med Rhein-Neckar Löwen två år i förtid, och har skrivit nytt kontrakt med GOG Håndbold inför säsongen 2021/2022. Sedan 2023 har Tollbring kontrakt med tyska Füchse Berlin.

## Privatliv
Tollbring är uppvuxen i Norrtälje kommun i en handbollsspelande familj - hans far och båda bröder har alla spelat i Rimbo. Sedan 2021 är Tollbring tillsammans med den norska handbollsstjärnan Nora Mørk. Tollbrings favoritlag är FC Barcelona.

## Meriter
Med klubblag
- Svensk mästare: 3 (2015, 2016 och 2017) med IFK Kristianstad
- Tysk cupmästare 2018 med Rhein-Neckar Löwen
- Tysk supercupmästare 2018 med Rhein-Neckar Löwen
- Dansk mästare 2022 och 2023 med GOG
- Dansk cupmästare 2022 med GOG

Med landslaget
- OS 2016 i Rio de Janeiro: 11:a
- VM 2017 i Frankrike: 6:a
- EM 2018 i Kroatien:  Silver
- VM 2019 i Danmark och Tyskland: 5:a
- EM 2020 i Sverige, Norge och Österrike: 7:a

Individuella utmärkelser
- All-Star Team Handbollsligan 2016/17
- All-Star Team VM 2017